# Семыскывеемкай
Семыскывеемкай — река на севере Дальнего Востока России, протекает по территории Чаунского района Чукотского автономного округа. Длина реки — 14 км.
Название в переводе с чук. Чемыскывээмкэй — «мелкая речушка».
Протекает в узкой межгорной впадине Медвежьих гор в северо-восточном направлении до впадения в Раучуа слева.
Имеет крупный левый приток без названия.

## Данные водного реестра
По данным государственного водного реестра России относится к Анадыро-Колымскому бассейновому округу.